# The Elder Scrolls IV: Oblivion
The Elder Scrolls IV: Oblivion, noto semplicemente come Oblivion, è un videogioco action RPG del 2006, sviluppato da Bethesda Game Studios e pubblicato da Bethesda Softworks per PlayStation 3, Xbox 360 e Windows; si tratta del quarto capitolo della celebre saga di The Elder Scrolls, il primo ad essere realizzato per le console di settima generazione.
È uscito su Xbox 360 e Windows il 20 marzo 2006, mentre su PlayStation 3 il 20 marzo 2007.

## Trama

### Prologo
(Imperatore Uriel Septim VII)
Cyrodiil, regione centrale del continente di Tamriel e conosciuta anche come la Provincia Imperiale, è sotto il governo della dinastia Septim, il cui imperatore è Uriel Septim VII.
Il personaggio, noto come "il Prigioniero", è rinchiuso in una delle celle della prigione imperiale. D'improvviso giungono uomini dei servizi segreti e di difesa dell'imperatore che scortano l'imperatore stesso, Uriel Septim VII, che riconosce il Prigioniero come una faccia già vista, sebbene non si siano mai realmente incontrati. L'imperatore è in fuga, inseguito da ignoti assassini, e deve fuggire dalla Città Imperiale. Grazie a un passaggio segreto il Prigioniero evade dalla prigione insieme a loro.
Tuttavia l'imperatore resta ucciso da un attacco a sorpresa; prima della sua morte confessa al Prigioniero che deve trovare il suo erede, scomparso anonimamente, per riaccendere i Fuochi del Drago e impedire l'apertura dei cancelli di Oblivion. Gli consegna anche l'Amuleto dei Re, fondamentale per completare il rituale di accensione dei Fuochi del Drago.

### Eroe di Kvatch
Ormai libero il Prigioniero si dirige al Priorato di Weynon, dove dal monaco ed ex Blade Jauffre scopre che l'erede di Uriel, Martin (che esercita la professione di prete), si trova nella città di Kvatch, invasa da esseri immondi fuoriusciti dal primo portale di Oblivion aperto e rimasta semidistrutta. Il Prigioniero riesce a chiudere il portale e comunica a Martin che è lui l'ultimo della dinastia Septim. Martin, inizialmente incredulo, lo avrebbe seguito e il Prigioniero diventa noto come "l'Eroe di Kvatch".
I due fanno ritorno al Priorato di Weynon, ma l'amuleto è stato rubato dai membri della setta nota come Mitica Alba (gli stessi che hanno ucciso Uriel), capeggiata dal potente e apparentemente immortale mago-stregone Mankar Camoran. Dopo l'assalto degli adepti della setta Jauffre chiede di portare Martin al sicuro nella base principale delle Blade. Portato al sicuro nel Tempio del Signore delle Nubi, la roccaforte delle Spadaccini, Martin chiede all'Eroe di Kvatch di indagare sulla setta di Camoran e scoprire nuovi indizi per imparare di più riguardo alle loro reali intenzioni: Baurus, un membro delle Blade sopravvissute all'attacco della Mitica Alba e ora in incognito alla Città Imperiale, sembra conoscere nuovi dettagli.

### Mitica alba
Baurus confessa di essere pedinato da alcuni giorni da uno strano soggetto. Con uno stratagemma Baurus e l'Eroe di Kvatch attirano il pedinatore in trappola ed egli rivela la sua vera identità: un agente della Mitica Alba. L'agente viene ucciso e sul suo cadavere viene ritrovato un libro noto come Commentari sulla Mitica Alba, volume 1. Il libro attira l'attenzione di Baurus, che suggerisce all'Eroe di Kvatch di andare a cercare indizi all'Università Arcana della Città Imperiale, chiedendo all'argoniana Tar-Meena.
Tar-Meena rivela che il libro trovato è solo il primo volume di una serie di quattro libri scritti dallo stesso Mankar Camoran e che nascondono al loro interno un messaggio segreto per rintracciare il santuario della Mitica Alba. Tar-Meena ha con sé il secondo volume e lo cede all'Eroe di Kvatch. Rivela che gli ultimi due libri sono più difficili da rintracciare, suggerendo di iniziare le ricerche del terzo volume al negozio Prime Edizioni del commerciante Phintias. Una volta ottenuto anche il terzo volume viene reso noto che l'unico modo per ottenere il quarto volume è quello di entrare in contatto diretto con un membro ufficiale della Mitica Alba. Un elfo, Gwinas (presente nel negozio di Phintias), interessato in culti daedrici, spiega come organizzare un incontro con i membri della Mitica Alba.
L'incontro viene organizzato nelle fogne della Città Imperiale, durante il quale Baurus e l'Eroe di Kvatch sorprendono i membri e li uccidono, recuperando il quarto volume. Con tutti e quattro i volumi Tar-Meena decifra il messaggio per rintracciare la base del culto. L'Eroe di Kvatch vi si dirige impersonandosi un novizio della congrega e riceve il rito di benvenuto dallo stesso Mankar Camoran (che indossa l'Amuleto dei Re). In seguito quest'ultimo si ritira in un regno magico, utilizzando un manufatto daedrico potentissimo: il Mysterium Xarxes. A questo punto la copertura salta e l'Eroe di Kvatch fugge dalla base della Mitica Alba, portando con sé il Mysterium Xarxes.

### Tre reliquie
L'Eroe di Kvatch porta il Mysterium Xarxes a Martin al Tempio del Signore delle Nubi. Martin rimane scioccato alla vista del manufatto poiché in grado di comprenderne l'oscuro potere e inizia a studiarlo attentamente.
Per recuperare l'Amuleto dei Re bisogna rintracciare Mankar Camoran; per rintracciare Mankar Camoran bisogna avere accesso a quel regno da lui stesso creato in cui si è rifugiato. Per creare la porta su tale dimensione Martin ha bisogno di tre elementi: una reliquia daedrica, una reliquia divina e una reliquia Ayleid. L'Eroe di Kvatch recupera una reliquia daedrica, poi recupera l'armatura di Tiber Septim dalla tomba di Sancre Tor e infine entra in possesso di una grande pietra Welkynd appartenente all'antica civiltà Ayleid. Di seguito riporta i tre oggetti a Martin in modo che egli possa creare un passaggio magico nel regno di Camoran. Tuttavia manca ancora un elemento per fondere insieme gli altri tre: un Sigillo di Sangue, ovvero una pietra daedrica che serve per tenere aperto un cancello di Oblivion su Tamriel.
Tuttavia un comune sigillo di sangue non basta: ne occorre uno più grande. L'occasione di recuperare tale oggetto si presenta nella città di Bruma, dove la Mitica Alba sta preparando l'apertura di un gigantesco cancello di Oblivion. Lo scopo del piano è consentire l'apertura del cancello, entrare nel reame di Oblivion mentre al di fuori si tiene una battaglia e recuperare il sigillo chiudendo allo stesso tempo il cancello. L'Eroe di Kvatch convince la contessa di Bruma ad accettare l'apparentemente folle piano di Martin. Così mentre Martin con Jauffre e le guardie cittadine tengono occupate le armate Dremora che fuoriescono dal grande cancello, l'Eroe di Kvatch si dirige nel reame di Oblivion e recupera il grande Sigillo di Sangue, chiudendo il cancello e ponendo fine alla battaglia.

### Oltre le porte
La battaglia è finita con il successo degli uomini. A questo punto nel Tempio del Signore delle Nubi Martin fonde tutti gli elementi recuperati per creare l'accesso a Gaiar Alata, il "paradiso" dove si rifugia Mankar Camoran. Tuttavia la porta magica garantisce un viaggio di sola andata verso Gaiar Alata e Martin specifica all'Eroe di Kvatch che una volta dentro, deve uccidere Camoran stesso per fuggire dal posto, in quanto se egli muore il suo regno si dissolve. L'Eroe di Kvatch si fa strada nel paradiso di Camoran, un regno esteticamente bellissimo dove tutti i membri della Mitica Alba defunti sono diventati immortali come i Daedra (questa era la promessa di Mankar Camoran). Tuttavia i defunti conducono uno stato di apatia in quel regno e subiscono le sevizie dei sadici Dremora, che rendono la loro immortalità guadagnata più un fardello che un dono.
Camoran invita l'Eroe di Kvatch a farsi avanti fino alla sua dimora nel Gaiar Alata. In seguito l'Eroe di Kvatch uccide sia Mankar sia i suoi due figli seguaci, Raven e Ruma. Con Camoran morto il Gaiar Alata si dissolve e l'Eroe di Kvatch torna a Tamriel.

### Fuochi del drago
Con Camoran morto e il culto della Mitica Alba annientato la vittoria sembra ormai vicina. Tuttavia il neo imperatore Martin Septim deve recarsi nella Città Imperiale per prendere il suo posto sul trono e accendere i Fuochi del Drago per porre fine alla crisi di Oblivion.
Una volta arrivato alla Città Imperiale e scortato dall'Eroe di Kvatch il cancelliere Ocato (detentore del potere in assenza di un imperatore) riconosce Martin Septim come legittimo erede al trono di suo padre Uriel. Tuttavia nell'ultimo disperato tentativo di invasione alcuni portali di Oblivion vengono aperti proprio all'interno della Città Imperiale e un intero esercito di Dremora e Daedroth si scatena sulla città, guidati dalla vera e propria manifestazione fisica di Mehrunes Dagon in persona: grande, maestosa e imbattibile. A questo punto Martin Septim elabora una strategia, un'ultima speranza per porre fine a tutto. Insieme all'Eroe di Kvatch si dirige all'interno del Tempio dell'Unico e dopo aver dato i suoi ultimi saluti ringrazia l'Eroe di Kvatch e si posiziona sull'altare del tempio mentre Mehrunes Dagon fa irruzione nell'edificio.
Martin Septim frantuma l'Amuleto dei Re e viene pervaso dall'essenza divina in esso racchiusa, acquisendo la forma e la forza di un enorme drago di fuoco e divenendo così la reincarnazione del dio Akatosh. Per quanto forte Dagon rimane sconfitto dalla forza travolgente della bestia alata e scompare per sempre, tornando nell'Oblivion. Il drago di fuoco, esausto, esala un ultimo potente urlo prima di morire e diventare di pietra, immobile all'interno del semidistrutto Tempio dell'Unico. Con la morte di Martin Septim e la distruzione dell'Amuleto dei Re finisce la 3° era e la crisi di Oblivion.

## Modalità di gioco
Oblivion è un gioco di ruolo tridimensionale ad ambientazione fantastica; diversamente da altri videogiochi di ruolo non utilizza regole di gioco preesistenti (come ad esempio quelle di Dungeons & Dragons), ma regole create apposta dagli sviluppatori del gioco stesso, però sempre con un limite a volte restrittivo.
Nel gioco si ha il controllo di un unico personaggio (anche se a volte è possibile dare ordini ai PNG, ossia i personaggi non giocanti), selezionabile tra diverse razze e sviluppabile in modi diversi, che influenzano il modo di affrontare l'avventura. La visuale può essere soggettiva (come in un qualunque sparatutto) o in terza persona (come in un gioco d'azione o di avventura). Il mondo di gioco, composto da circa 41 km², è completamente esplorabile e per poter raggiungere un luogo particolare della mappa (come una delle nove città principali) ci si può andare a piedi, a cavallo o tramite la possibilità di un "teletrasporto", ovvero viaggiando velocemente (non si può usare durante un combattimento o quando si è già all'interno di un dungeon).
Le missioni sono totalmente slegate l'una dall'altra, anche se ve ne sono una serie necessarie al normale proseguimento della trama; è inoltre possibile scalare le gerarchie di quattro gilde (maghi, guerrieri, ladri e assassini) o combattere in un'arena contro altri gladiatori e anche animali, procedendo lentamente di grado fino a diventare il campione. Per completare il gioco in ogni suo aspetto occorrono circa 180 ore, di cui 20-30 solo per la trama principale.
Le azioni del protagonista influenzano in maniera verosimile il mondo di gioco; per esempio, assassinando un personaggio importante i passanti chiacchierano dell'accaduto, oppure diventando il campione dell'arena il protagonista viene seguito da un fan. Il mondo di gioco comprende ambientazioni variegate come oceani, laghi, fiumi, montagne, foreste, paludi, zone desertiche, campagne, paesi, metropoli, colline, valli e grotte. Anche le città, seppur presentino elementi simili come le chiese, le gilde, le locande o i mercati, sono molto diverse fra loro. Anvil è per esempio una città costiera, mentre Bruma sorge su una montagna innevata a nord.
I PNG svolgono azioni realistiche come mangiare, bere, dormire, passeggiare, leggere o chiacchierare; inoltre è possibile relazionarsi con quasi tutti. Alcuni di loro svolgono un ruolo importante nella storia o in qualche missione secondaria e non possono essere uccisi. Hanno tutti un grado di "simpatia" verso il protagonista che è possibile modificare tramite un minigioco. Oltre che parlargli è possibile corromperli per ottenere informazioni, farsi addestrare dai più esperti, comprare o vendere cose, farsi riparare l'equipaggiamento o farsi ricaricare (a pagamento) gli oggetti magici.

### Razze
Sono presenti tutte e dieci le razze di Morrowind, divise in tre gruppi: umani, mer (elfi) e umanoidi. La razza influisce sulle statistiche di base e ciascuna è dotata di un potere unico, mentre la crescita del personaggio dipende dalle scelte del giocatore. I PNG reagiscono diversamente a seconda della razza e del sesso selezionati.

#### Attributi
| Attributo    | Descrizione |
| ------------ | --- |
| Forza        | Colpisce il tuo ingombro totale, la tua stanchezza totale e il danno causato dagli attacchi in mischia.               |
| Intelligenza | Influisce sulla tua Magicka totale.                                                                                   |
| Volontà      | Influisce sulla velocità con cui Magicka si rigenera, così come sulla tua fatica totale.                              |
| Agilità      | Influisce sulla tua fatica totale, sui danni inflitti dalle armi a distanza e sulla tua stabilità in combattimento.   |
| Velocità     | Ha effetto sulla velocità con cui ti muovi e sulla lunghezza dei tuoi salti.                                          |
| Resistenza   | Influisce sulla tua fatica totale, nonché sulla tua salute iniziale e sulla tua salute guadagnata salendo di livello. |
| Personalità  | Influisce sulla tua capacità di ottenere informazioni e prezzi migliori dagli NPC.                                    |
| Fortuna      | Colpisce tutto ciò che fai in modo piccolo.                                                                           |

#### Abilità
Esistono 21 abilità in Oblivion, suddivise in tre gruppi: le abilità di combattimento, le abilità magiche e le abilità furtive. Con l'utilizzo di tali abilità il giocatore farà salire di livello il proprio personaggio. Di queste 21 abilità solo 7 a scelta del giocatore potranno portare all'avanzamento del livello.
| Abilità          | Attributo determinante | Descrizione |
| ---------------- | ---------------------- | --- |
| Parata           | Resistenza             | Dona la capacità di parare gli attacchi ravvicinati con scudi e armi. Una parata riuscita riduce il grado di danno che subisci, e in certi casi fa barcollare il nemico, rendendolo indifeso per qualche istante. |
| Armaiolo         | Resistenza             | Dona la capacità di mantenere armi e armature in perfette condizioni. Le armi e le armature danneggiate sono meno efficaci.                                                                                       |
| Armatura Pesante | Resistenza             | Aumenta l'efficacia delle armature in ferro, in acciaio, Nanesche, Orchesche, in ebano e in materia Daedrica. |
| Arma Contundente | Forza                  | Aumenta l'efficacia dei colpi devastanti inferti con mazze, asce e martelli. |
| Lama             | Forza                  | Aumenta l'efficacia dei fendenti e delle stoccate sferrate con pugnali e spade. |
| Atletica         | Velocità               | Permette di correre e di nuotare più velocemente e di rigenerare in minor tempo l'energia perduta. |
| Corpo a Corpo    | Forza                  | Dona la capacità di sferrare attacchi senza armi per danneggiare o affaticare l'avversario. |

| Abilità     | Attributo determinante | Descrizione |
| ----------- | ---------------------- | --- |
| Distruzione | Volontà                | Permette di lanciare incantesimi per infliggere danni al nemico con fuoco, gelo e saette, oppure per ridurre la resistenza del nemico agli attacchi magici.                                                |
| Alterazione | Volontà                | Permette di lanciare incantesimi per respirare sott'acqua, per camminare sulla superficie dell'acqua, per aprire serrature, per proteggersi dagli attacchi sia fisici e magici, e per alterare l'Impaccio. |
| Illusione   | Personalità            | Permette di lanciare incantesimi per ammaliare, occultare, creare luce, silenziare, paralizzare, comandare, oppure influenzare il morale o l'aggressività.                                                 |
| Evocazione  | Intelligenza           | Permette di lanciare incantesimi per evocare creature ultraterrene, per materializzare dal nulla armi e armature magiche e per comandare i non-morti.                                                      |
| Misticismo  | Intelligenza           | Permette di lanciare incantesimi per assorbire, riflettere e dissipare gli effetti magici, per muovere gli oggetti, per percepire la presenza di vita e per legare le anime.                               |
| Recupero    | Volontà                | Permette di lanciare incantesimi per recuperare, fortificare o assorbire gli attributi sia fisici che magici, per guarire le malattie e per resistere agli attacchi magici.                                |
| Alchimia    | Intelligenza           | Permette di creare pozioni e di sfruttare più efficacemente i benefici degli ingredienti alchemici. |

| Abilità          | Attributo determinante | Descrizione                                                                                                 |
| ---------------- | ---------------------- | --- |
| Sicurezza        | Agilità                | Dona la capacità di usare grimaldelli per aprire porte o contenitori chiusi.                                |
| Furtività        | Agilità                | Dona la capacità di borseggiare e muoversi senza essere visto o udito dagli osservatori.                    |
| Acrobazia        | Velocità               | Dona la capacità di saltare a grande distanza e di evitare danni nelle cadute da grandi altezze.            |
| Armatura leggera | Velocità               | Rende più efficace l'uso di armature in pelliccia, pelle, cotta di maglia, mithril, materia elfica e vetro. |
| Mira             | Agilità                | Dona la capacità di sferrare attacchi a distanza più letali con arco e frecce.                              |
| Commercio        | Personalità            | Dona la capacità di fare migliori affari comprando o vendendo merci.                                        |
| Oratoria         | Personalità            | Dona la capacità di apparire gradevole a chi ascolta e di persuaderlo a fidarsi di te                       |

## Colonna sonora
L'intera colonna sonora è stata composta da Jeremy Soule, già autore delle musiche di Morrowind e successivamente autore delle musiche di Skyrim. Di seguito sono riportate le tracce.
1. Reign of the Septims
Regno dei Septim
2. Through the Valleys
Attraverso le valli
3. Death Knell
Funerale
4. Harvest Dawn
Raccolto dell'alba
5. Wind from the Depths
Vento dalle profondità
6. King & Country
Re & Paese
7. Fall of the Hammer
Caduta del martello
8. Wings of Kynareth
Ali di Kynareth
9. All's Well
Tutto è bene
10. Tension
Tensione
11. March of the Marauders
La marcia dei predoni
12. Watchman's Ease
Il benessere del guardiano
13. Glory of Cyrodiil
Gloria di Cyrodiil
14. Defending the Gate
Difendendo il cancello
15. Bloody Blades
Lame insanguinate
16. Minstrel's Lament
Lamento del menestrello
17. Ancient Sorrow
Dolore antico
18. Auriel's Ascension
Ascensione di Auriel
19. Daedra In Flight
Daedra in fuga
20. Unmarked Stone
Pietra contrassegnata
21. Bloodlust
Sete di sangue
22. Sunrise of Flutes
Alba dei flauti
23. Churl's Revenge
La vendetta dello zotico
24. Deep Waters
Acque profonde
25. Dusk at the Market
Crepuscolo al mercato
26. Peace of Akatosh
Pace di Akatosh

## Sviluppo
Il nome ufficiale del gioco, che fin ad allora era conosciuto solo come Elder Scrolls IV, venne rivelato il 10 settembre 2004 quando Bethesda Softworks ammise di essere al lavoro sul progetto già da due anni. La rivelazione ufficiale del gioco con informazioni annesse vi fu solo il 22 ottobre dello stesso anno; in quell'occasione Todd Howard, direttore di Oblivion, dichiarò: «Sin da quando abbiamo iniziato questo progetto due anni fa, il nostro obiettivo è stato di creare la quintessenza dell'RPG della prossima generazione. Ci siamo guardati indietro e abbiamo visto cosa avevamo fatto con i precedenti capitoli e abbiamo dato uno sguardo in avanti su come il futuro dei videogiochi poteva essere e pensiamo che Oblivion lo sia». In quell'occasione Bethesda parlò già della "Radiant A.I." dei PNG, delle gilde disponibili nel gioco e della vastità e libertà del mondo esplorabile. Nell'ottobre 2005 Bethesda rese noto che la colonna sonora di Oblivion sarebbe stata composta da Jeremy Soule e che per il doppiaggio sarebbero state utilizzate le voci di attori noti, tra cui Sean Bean e Terence Stamp.

### Tecnologia e prestazioni
Il motore Havok è stato integrato per gestire la fisica del mondo virtuale, mentre la Radiant A.I. gestisce l'intelligenza artificiale dei PNG in modo credibile. Il motore grafico è il Gamebryo, lo stesso di Morrowind, che è stato aggiornato alla versione 2.6, per fare uso di tecnologie come «soft shadows, normal mapping, speed tree» e anche per avvalersi della tecnologia HDR.

#### Versione PlayStation 3
Alla data di pubblicazione di Oblivion per PC e Xbox 360, la console Sony di settima generazione non era ancora stata distribuita sul mercato (il lancio sarebbe avvenuto nel novembre dello stesso anno in Giappone e America del Nord, per allargarsi agli altri mercati nella primavera del 2007). Per tale motivo, il porting del titolo su PlayStation 3 (o PS3) è stato rilasciato nel marzo del 2007, un anno dopo rispetto alle piattaforme di gioco Microsoft. 
Nell'ottobre del 2006, Todd Howard ha rilasciato un'intervista per IGN incentrata su tale versione e sulle migliorie che erano state rese possibili dal tempo impiegato a sfruttare le peculiarità del nuovo hardware proprietario di Sony, come ad esempio la maggiore definizione e profondità degli shader. Il 27 febbraio 2007, la testata Eurogamer ha pubblicato in anteprima una breve riflessione sulle differenze tra le edizioni console del gioco, concludendo che, nonostante una marginale superiorità del porting per PlayStation, l'esperienza sulle due fosse quasi del tutto identica.
In seguito all'uscita della versione PS3 nei negozi, sia IGN che Eurogamer (quest'ultima tramite la rubrica Face-Off edita canale Digital Foundry) hanno fornito dei confronti più approfonditi in merito alle differenze tecniche rilevabili tra le versioni Xbox e PlayStation. La prima gira ad una risoluzione nativa di 1024x600 pixel, al di sotto dello standard HD, impiegando un filtro MSAA 2x per smussare i contorni delle immagini, mentre la seconda ha una risoluzione nativa pari a 1280x720 pixel, pertanto conforme allo standard HDTV, pur non utilizzando alcuna tecnica di antialiasing. Dalla comparazione video, emerge che uno degli aspetti più rifiniti rispetto alla controparte per Xbox 360 sia il «texture mapping», notevolmente ampliato sulle lunghe distanze. Inoltre, nell'analisi del porting PlayStation viene evidenziata una migliore gestione della tecnologia HDR, una maggiore profondità di campo e delle performance mediamente superiori in termini di frame-rate e caricamenti, questi ultimi ridotti di circa il 40% grazie alla maggiore capienza e stabilità del supporto Blu-ray Disc rispetto ai DVD-DL utilizzati dalla console Microsoft.

#### Porting per console di ottava e nona generazione
Nel 2016, Oblivion è stato aggiunto al catalogo di giochi Xbox 360 retrocompatibili con Xbox One, la console Microsoft di ottava generazione. Nel 2021 la retrocompatibilità è stata estesa anche alle console di nona generazione, Xbox Series X e Series S: tali sistemi possono altresì sfruttare la tecnologia FPS boost che incrementa il frame-rate, portandolo a 60 fotogrammi al secondo contro i 30 delle precedenti versioni console.

### Remastered
Il 22 aprile 2025 Bethesda pubblica una remastered del gioco per Microsoft Windows, PlayStation 5 e Xbox Series X/S. Realizzata dallo sviluppatore Virtuos, utilizzando il motore grafico Unreal Engine 5, la remastered aggiunge nuove animazioni per il sistema di combattimento, un sistema di progressione più profondo, un'interfaccia rivista e corretta, un menu aggiornato, un sistema di illuminazione più immersivo, una vegetazione più ricca e effetti particellari e volumetrici avanzati. Il remake è stato anche oggetto di controversie per la rimozione dell'opzione per la scelta del sesso del personaggio, maschio e femmina, in favore di un'opzione gender-neutral.

## Accoglienza
| Testata                           | Giudizio  |
| --------------------------------- | --------- |
| Metacritic (media al 18-6-2016)   | 94/100    |
| GameRankings (media al 18-6-2016) | 93,25/100 |
| Eurogamer                         | 10/10     |
| Game Informer                     | 9,5/10    |
| IGN                               | 9,3/10    |
| GameSpy                           | 8/10      |
| 1UP.com                           | A         |

Il gioco è stato acclamato universalmente dalla critica: nei due principali siti che raccolgono i voti da recensori web e riviste, Metacritic e Game Rankings, Oblivion ha una media rispettivamente del 94% e del 93%. Nelle prime tre settimane di presenza sul mercato ha avuto un grande successo con 1,7 milioni di copie vendute al 10 aprile; al 18 gennaio 2007 risultavano vendute oltre tre milioni di copie. A distanza di svariati anni, tra Xbox 360 e PlayStation 3, le vendite di Oblivion avevano superato le sette milioni di copie, con una percentuale del 58% delle vendite su Xbox 360. La rivista Play Generation lo classificò come uno dei quattro migliori giochi ambientati all'Inferno.

## Eredità videoludica
Oblivion è un gioco che oltre ai numerosi consensi raccolti al momento della sua uscita si è lasciato alle spalle una certa immagine nell'ambito videoludico: AusGamers ha classificato Oblivion tra i 10 Games of the Decade. IGN ha inserito Oblivion al 22º posto nella lista dei 100 migliori videogiochi di ruolo di tutti i tempi, ponendolo davanti a capolavori a lui successivi come Diablo III, Demon's Souls, The Witcher 2: Assassins of Kings oppure Fable II e dichiarando che «Nonostante l'ampia base di utenti PC e le vivaci comunità di modding, Oblivion sarà probabilmente sempre ricordato come una parte essenziale di Xbox 360, arrivando nei negozi appena sei mesi dal lancio della console di Microsoft e cambiando per sempre i limiti di ciò che si pensasse un vasto RPG potesse essere su console».
Sempre IGN nel 2013 ha inoltre inserito Oblivion alla 40ª posizione nella lista dei 100 migliori giochi che hanno definito la 7ª generazione.
(IGN, Top 100 Games of a Generation)
Il gioco ha avuto anche un certo impatto su internet grazie alla frase «Stop right there, criminal scum!» ("Fermo, feccia criminale!"), frase costantemente ripetuta dalle guardie cittadine in caso di commissione di un crimine, permettendo al gioco di divenire un vero e proprio fenomeno di Internet; alcuni fan del gioco crearono veri e propri "video musicali" partendo da questa base e fecero milioni di visualizzazioni su YouTube. Nel 2016 in occasione del suo decimo anniversario Oblivion è tornato a far parlare di sé per un paio motivi, tra cui la nascita del concetto di "contenuto scaricabile" (DLC). Oblivion viene infatti riconosciuto come il primo gioco con contenuto esterno scaricabile a pagamento, ovvero la "Horse Armor DLC", una corazza per cavallo al prezzo di 2,5$ che però ironicamente non cambiava nulla nell'esperienza di gioco poiché si trattava di un semplice fattore estetico. La questione presto si trasformò in un fenomeno di internet che voleva simboleggiare il futuro e sempre più pressante aumento di prezzo per il contenuto scaricabile nei videogiochi, rendendo Oblivion il primo esempio lampante di tale concetto. Un altro motivo è stato un interessante retroscena sullo sviluppo del gioco: su internet sono state infatti diffuse immagini di gioco di The Elder Scrolls Travels: Oblivion, una versione del gioco per PlayStation Portable (PSP), che sarebbe dovuta uscire nel 2007, ma il cui sviluppo fu poi cancellato. A causa dell'hardware limitato di PSP il gioco avrebbe dovuto essere molto più lineare, con una zona che funzionava come da centro, ricca di commercianti, PNG e sistemi di teletrasporto che permettevano di raggiungere diverse aree in cui completare le missioni. Ogni area poteva inoltre proporre strade diverse in base a chi aveva affidato la missione.
Il gioco, suddiviso in due UMD, avrebbe visto il protagonista aiutare un mago alle prese con la crisi dell'Oblivion. Le missioni concepite sarebbero state più di 180 e alcune erano già giocabili con buona parte delle meccaniche classiche della serie.

## Seguito
Nel 2011 è uscito il seguito, The Elder Scrolls V: Skyrim ambientato nella regione di Skyrim.